# Sharon Beck
Sharon Beck (en hébreu : שרון מריה רבקה בק), née le 22 mars 1995 à Tönisvorst en Allemagne, est une footballeuse internationale israélienne qui joue comme milieu de terrain pour le club allemand du 1. FC Cologne.

## Biographie

### Jeunesse
Sharon Beck est né à Tönisvorst, en Allemagne, d'un père d'origine juive israélienne également originaire d'Allemagne.

### Carrière internationale

#### Allemagne
Sharon Beck est convoquée pour la première fois dans l'équipe nationale allemande pour la SheBelieves Cup 2018,. Elle est remplaçante pendant les trois matches et n'a pas l'occasion de monter au jeu.

#### Israël
Sharon Beck est sélectionnée en équipe nationale d'Israël et participe avec l'équipe senior aux éliminatoires de la Coupe du Monde Féminine 2019.

### Statistiques

#### Buts internationaux
| N° | Date            | Lieu                                   | Adversaire | Score | Résultat | Compétition                                                    |
| -- | --------------- | -------------------------------------- | ---------- | ----- | -------- | -------------------------------------------------------------- |
| 1  | 7 novembre 2019 | Stade du centenaire - Ta' Qali (Malte) | Malte      | 1–1   | 1–1      | Éliminatoires du Championnat d'Europe féminin de football 2022 |